# Zakrzówek
Zakrzówek è un comune rurale polacco del distretto di Kraśnik, nel voivodato di Lublino.
Ricopre una superficie di 99,08 km² e nel 2004 contava 7 044 abitanti.